# 梵網經 (上座部)
梵网经是《巴利三藏·长部》的第一部经，这部经对于生起正信，了解邪见，具备佛法正确知见，有着非常重要的意义，因此被集结为巴利三藏的第一部经。
在漢傳佛教《大正藏》中對應經典為《長阿含經》第二十一經《梵動經》，和單行本的《梵網六十二見經》。

## 經題
經文最後段落描述漁夫在池塘裡撒下網，就能夠捉到水裡的所有生物，用來比喻沙門或婆羅門宣說關於過去未來的種種見解，皆入此梵網之內，無逃避處。
《長阿含經》的經題作「梵動」，辛嶋静志認為是：「譯者（們）將-jāla（網）和-cāla（動）二詞混淆，在底本所使用的語言裡，此二詞可能已演變成-yāla，因為在中古印度語（包括犍陀羅語 Gāndhārī），這種情況很常見。」

## 版本
漢譯本：
- 梵動經，出自《長阿含》第21經，佛陀耶舍誦出，竺佛念傳譯，可能是法藏部的傳本。
- 梵網六十二見經，單行本，大正藏題支謙譯，但根據《出三藏記集》是竺法護譯。

梵、巴、藏語：
- 梵網經（Brahmajāla-sūtra），梵語斷片，出自梵語《長阿含》第47經，也是最後一經，根本說一切有部的傳本。
- 梵網經（Brahmajāla-sutta），巴利語，南傳上座部《長部》第1經。
- Tshangs pa'i dra ba'i mdo，藏語，是西藏大藏經的《梵網經》，可能是根本說一切有部的傳本。

法藏部的《舍利弗阿毘曇論》引述了六十二見的敘述。Śamathadeva注釋《俱舍論》所寫的疏，引述了《梵網經》的整部經文。

## 戒律
第一部分是凡夫以戒称赞佛陀；对戒以及佛陀所反对的外道法有详细的说明。
《長阿含經·梵動經》記載：
- 小緣威儀戒行：

1. 沙門瞿曇，滅殺、除殺，捨於刀杖，懷慙愧心，慈愍一切。
2. 沙門瞿曇，捨不與取，滅不與取，無有盜心。
3. 沙門瞿曇，捨於婬欲，淨修梵行，一向護戒，不習婬逸，所行清潔。
4. 沙門瞿曇，捨滅妄語，所言至誠，所說真實，不誑世人。
5. 沙門瞿曇，捨滅兩舌，不以此言壞亂於彼，不以彼言壞亂於此，有諍訟者能令和合，已和合者增其歡喜；有所言說，不離和合，誠實入心，所言知時。
6. 沙門瞿曇，捨滅惡口，若有麤言，傷損於人，增彼結恨，長怨憎者，如此麤言，盡皆不為；常以善言，悅可人心，眾所愛樂，聽無厭足，但說此言。
7. 沙門瞿曇，捨滅綺語，知時之語、實語、利語、法語、律語、止非之語，但說是言。
8. 沙門瞿曇，捨離飲酒。
9. 不著香華。
10. 不觀歌舞。
11. 不坐高床。
12. 非時不食。
13. 不執金銀。
14. 不畜妻息、僮僕、婢使。不畜象、馬、猪、羊、鷄、犬及諸鳥獸。不畜象兵、馬兵、車兵、步兵。不畜田宅、種殖五穀。
15. 不以手拳，與人相加。不以斗秤，欺誑於人。亦不販賣券要斷當。亦不取受觝債，橫生無端。亦不陰謀，面背有異。
16. 非時不行。
17. 為身養壽，量腹而食。
18. 其所至處，衣鉢隨身，譬如飛鳥，羽翮身俱。

- 其他持戒小小因緣：

1. 如餘沙門、婆羅門，受他信施，更求儲積衣服、飲食，無有厭足。沙門瞿曇，無有如此事。
2. 如餘沙門、婆羅門，受他信施，自營生業，種殖樹木，鬼神所依。……
3. ……更作方便，求諸利養，象牙、雜寶，高廣大床，種種文繡，氍氀[毯-炎+荅][毯-炎+登]，綩綖被褥。……
4. ……更作方便，求自莊嚴，酥油摩身，香水洗浴，香末自塗，香澤梳頭，著好華鬘，染目紺色，拭面莊飾，鐶紐澡潔，以鏡自照，著寶革屣，上服純白，戴蓋執拂，幢麾莊飾。……
5. ……專為嬉戱，碁局博奕，八道、十道，至百千道，種種戱法，以自娛樂。……
6. ……但說遮道無益之言，王者、戰鬪、軍馬之事，群僚、大臣、騎乘出入、遊戱園觀、及論臥起、行步、女人之事，衣服、飲食、親里之事，又說入海採寶之事。……
7. ……無數方便，但作邪命，諂諛美辭，現相毀呰，以利求利。……
8. ……但共諍訟，或於園觀，或在浴池，或於堂上，互相是非。言：我知經律，汝無所知。我趣正道，汝趣邪徑。以前著後，以後著前，我能忍，汝不能忍。汝所言說，皆不真正，若有所疑，當來問我，我盡能答。……
9. ……更作方便，求為使命，若為王、王大臣、婆羅門、居士通信使，從此詣彼，從彼至此，持此信授彼，持彼信授此，或自為，或教他為。……
10. ……但習戰陣、鬪諍之事，或習刀杖、弓矢之事，或鬪鷄犬、猪羊、象馬、牛駝諸獸，或鬪男女；或作眾聲、吹聲、鼓聲、歌聲、舞聲，緣幢倒絕，種種伎戱，無不翫習。……
11. ……行遮道法，邪命自活，瞻相男女，吉凶好醜；及相畜生，以求利養。……
12. ……行遮道法，邪命自活，召喚鬼神，或復驅遣，種種[袖-由+厭]禱；無數方道，恐熱於人，能聚能散，能苦能樂，又能為人，安胎出衣，亦能呪人，使作驢馬，亦能使人，聾盲瘖瘂；現諸技術，叉手向日月，作諸苦行，以求利養。……
13. ……行遮道法，邪命自活，或為人呪病，或誦惡呪，或誦善呪；或為醫方、鍼炙、藥石，療治眾病。……
14. ……行遮道法，邪命自活，或呪水火，或為鬼呪，或誦剎利呪，或誦象呪，或支節呪，或安宅符呪，或火燒、鼠囓能為解呪；或誦知死生書，或誦夢書，或相手面，或誦天文書，或誦一切音書。……
15. ……行遮道法，邪命自活，瞻相天時，言雨不雨，穀貴穀賤，多病少病，恐怖安隱；或說地動、彗星、月蝕、日蝕，或言星蝕，或言不蝕；方面所在，皆能記之。……
16. ……行遮道法，邪命自活，或言此國當勝，彼國不如，或言彼國當勝，此國不如；瞻相吉凶，說其盛衰。沙門瞿曇，無如是事。

## 六十二見
第二部分是批驳六十二种邪见，关于过去约有十八，未来约有四十四，分为我与世界之常住论、常无常论、无因论、世界之边无边论、诡辩论、死后之有想论、无想论、非有想非无想论、断灭论、现在涅槃论等。